# ミュニシパリティ・オブ・コガラー
ミュニシパリティ・オブ・コガラー（Municipality of Kogarah）は、オーストラリアにかつてあったニューサウスウェールズ州の地方公共団体。2016年5月、シティ・オブ・ハーストヴィルと合併し、ジョージズ・リヴァー・カウンシルとなった。

## 概要
シドニーCBDから南南西に14キロメートルに位置する。東と北東部はシティ・オブ・ロックデールと隣接する。北西と西はシティレール・イラワラ線（en）を境界とすることでシティ・オブ・ハーストヴィルと隣接する。南は、ジョージズ川をはさんで、サザランド・シャーと隣接している。

## 構成サバーブ
ミュニシパリティ・オブ・コガラーは、以下のサバーブで構成されていた。
- アラワー（Allawah）のイラワラ線以南の地区。
- ビヴァリー・パーク（Beverley Park）
- ブレークハースト（Blakehurst）
- カールトン（Carlton）のイラワラ線以南の地区
- カース・パーク（Carss Park）
- コネルズ・ポイント（Croydon Park）
- ハーストヴィル・グローヴ（Hurstville Grove）
- ブレークハースト（Blakehurst）
- コガラー（Kogarah）
- コガラー・ベイ（Kogarah Bay）
- カイル・ベイ（Kyle Bay）
- モートデール（Mortdale）のイラワラ線以東の地区
- オートリー（Oatley）のイラワラ線以東の地区
- ペンズハースト（Penshurst）のイラワラ線以南の地区
- サンスーシー（Kyle Bay）のロッキー・ポイント・ロード以西の地区。
- サウス・ハーストヴィル（South Hurstville）

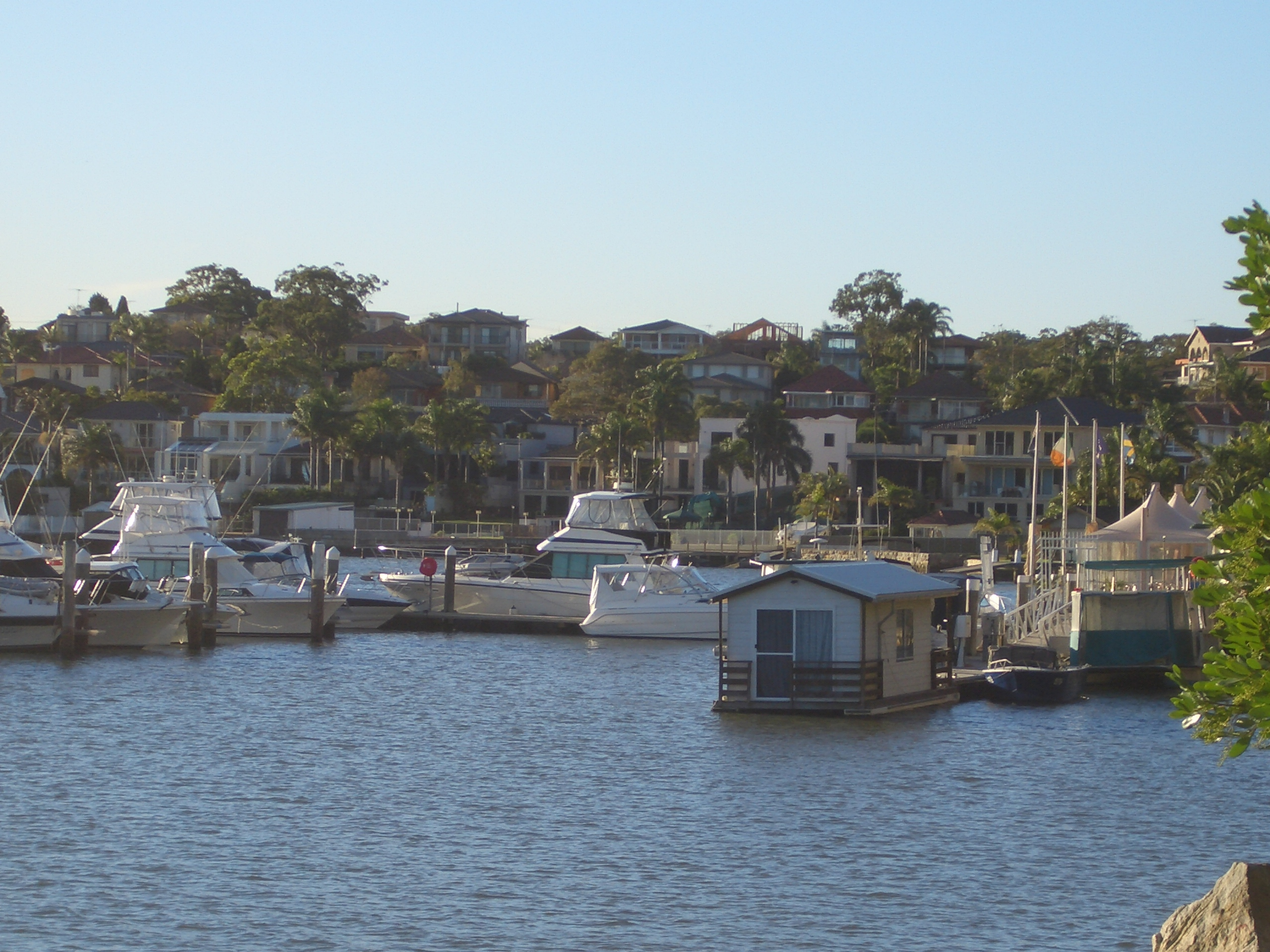
ブレークハーストのマリーナ
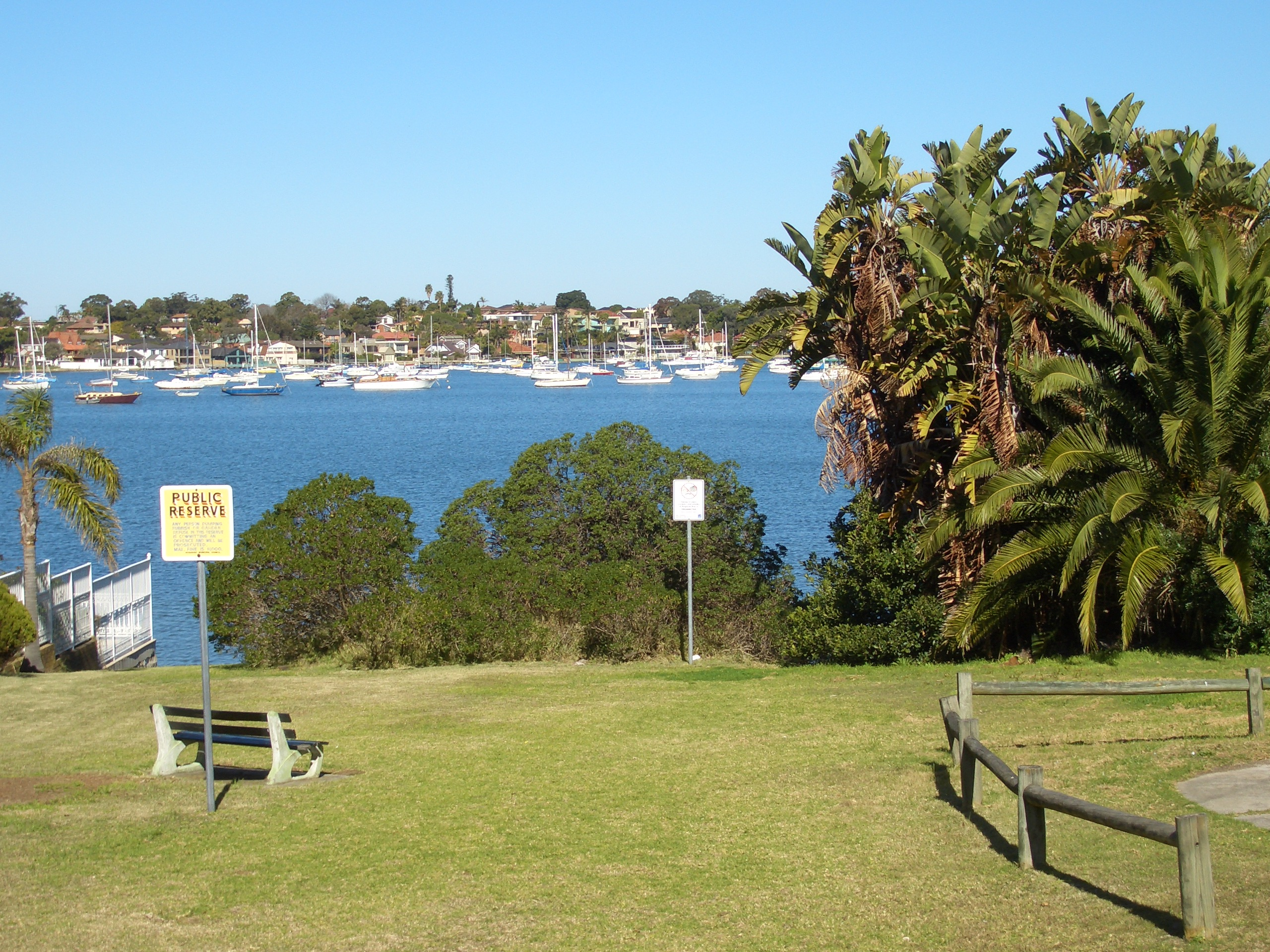
コガラー・ベイ
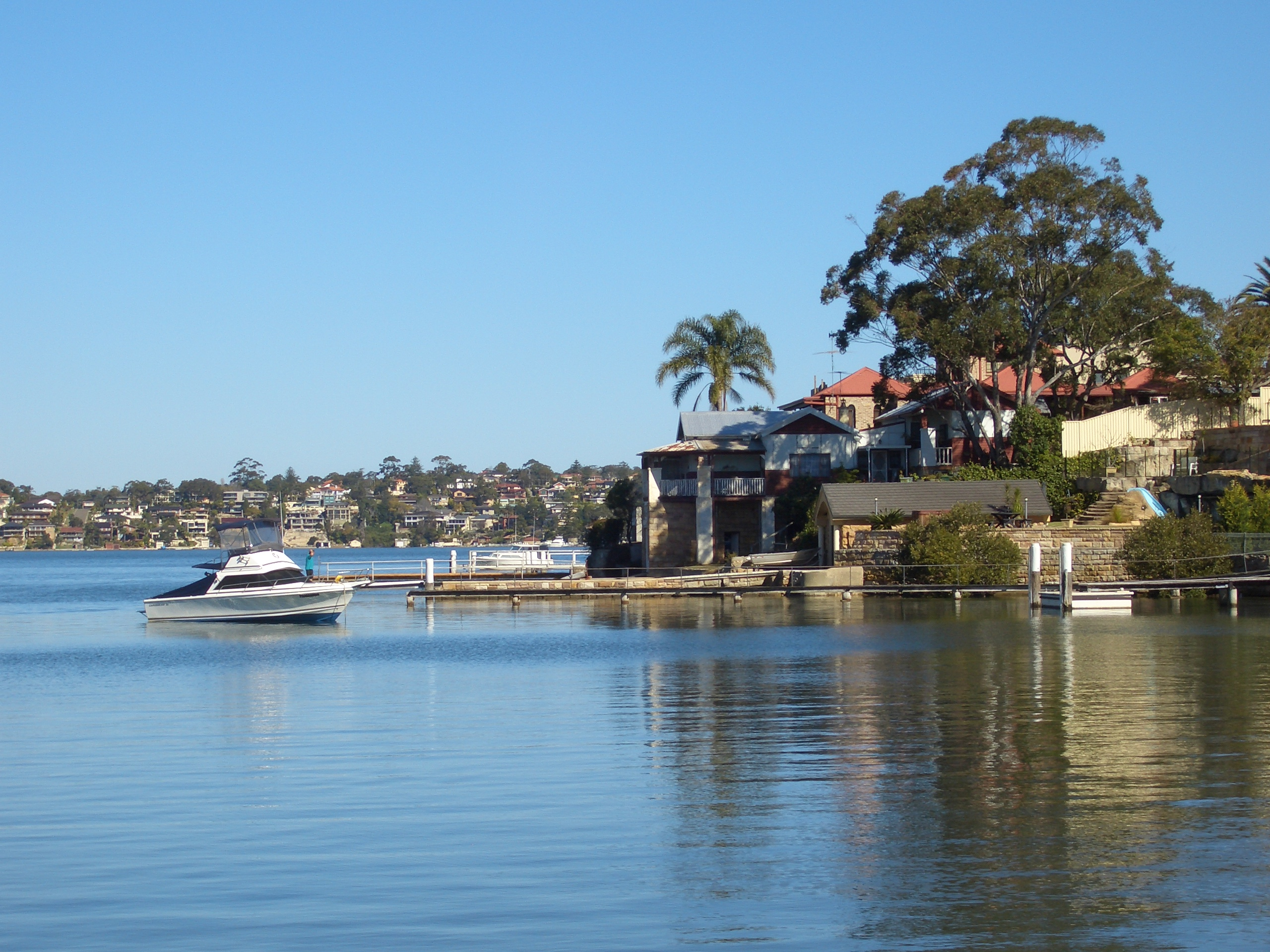
カイル・ベイ

## 議会
ミュニシパリティ・オブ・コガラーの議会は、12人によって構成される。任期は4年。選挙区は4つで、それぞれの選挙区から3人が選出される。市長は、議会選挙後最初の議会で12人の議員から選出される。最新の議会選挙は、2012年9月8日に実施された。 オーストラリア自由党6議席、オーストラリア労働党1議席、無所属・諸派（オーストラリア統一党（en））がそれぞれ1議席獲得した。市長は、オーストラリア自由党のNick Varcvaris 。

## 姉妹都市
ミュニパリティ・オブ・コガラーは、2つの都市と姉妹都市である。
- コウラ・シャー [6]（ニューサウスウェールズ州）
- 馬鞍山市 [6]（中華人民共和国）